# Sam Rainsy
Sam Rainsy (ur. 10 marca 1949 w Phnom Penh) – kambodżański polityk, przewodniczący Partii Sam Rainsy.

## Życiorys
W 1965 przeprowadził się do Francji, gdzie rozpoczął studia oraz pracę w kilku firmach finansowych.
W 1992 powrócił do Kambodży i wstąpił do partii FUNCINPEC. W następnym roku został wybrany do parlamentu z prowincji Siem Reap. Objął stanowisko ministra finansów, jednak w 1994 został usunięty ze stanowiska oraz z partii po przegranym wotum zaufania. W 1995 Sam Rainsy założył Khmerską Partię Narodową, która w 1998 zmieniła nazwę na Partia Sam Rainsy. W wyborach w 1998 oraz w 2003 Rainsy wszedł do parlamentu jako przedstawiciel prowincji Kampong Cham.
3 lutego 2005 Rainsy opuścił kraj w obawie przed aresztowaniem, po uchyleniu jego immunitetu parlamentarnego. Powodem było postawienie przeciw niemu zarzutów przestępczych przez rządzącą Kambodżańską Partię Ludową. Miało to miejsce po tym, jak Rainsy oskarżył koalicję rządzącą o korupcję, a premiera Huna Sena o związek z morderstwem lidera związkowego, Chea Vichea.
22 grudnia 2005 sąd skazał go zaocznie na karę 18 miesięcy pozbawienia wolności oraz grzywnę w wysokości 14 tysięcy dolarów. 5 lutego 2006 Rainsy uzyskał ułaskawienie ze strony króla Kambodży, Norodoma Sihamoni. 10 lutego 2006 powrócił do kraju.